# Euthiconus
Euthiconus är ett släkte av skalbaggar som beskrevs av Edmund Reitter 1882. Euthiconus ingår i familjen glattbaggar.
Släktet innehåller bara arten Euthiconus conicicollis.